# Малая Белка
Малая Белка (укр. Мала Білка) — село в Лановецкой городской общине Кременецкого района Тернопольской области Украины.
До 2020 года входило в Лановецкий район.
Код КОАТУУ — 6123884401. Население по переписи 2001 года составляло 169 человек.

## Географическое положение
Село Малая Белка находится на правом берегу реки Жирак в месте впадения в неё рек Пискарка и Белка.
Ниже по течению на расстоянии в 1,5 км расположено село Бережанка, на противоположном берегу — село Мартышковцы.
Рядом проходит железная дорога, станция Билка в 1,5 км.

## История
- 1430 год — дата основания.

## Объекты социальной сферы
- Клуб.

## Галерея
- Церковь
- Фельдшерский пункт
- Заброшенное здание в селе
- Хата  в селе
- Памятник в селе
- Сельский клуб
- Сельский магазин